# Siddiq Barmak
Siddiq Barmak (en persan : صدیق برمک), né dans la province du Panjshir, en Afghanistan, le 7 septembre 1962, est un réalisateur, scénariste et producteur afghan.
Chevalier des Arts et des Lettres, Caméra d'or au Festival de Cannes 2003, réalisateur du meilleur film en langue étrangère de la 61e cérémonie des Golden Globes, titulaire de la médaille de Federico Fellini de l'UNESCO, il est également membre de l'Academy of Motion Picture Arts and Sciences et du Network for the Promotion of Asian Cinema.

## Biographie
Siddiq Barmak obtient un diplôme de maîtrise en réalisation de cinéma à l'Institut national de la cinématographie (VGIK) à Moscou en 1987.

## Filmographie
Scénariste, réalisateur, producteur et monteur
- 1987 : Bigana (court-métrage, pas producteur)
- 2003 : Osama
- 2003 : Kabul Cinema (court-métrage, uniquement producteur)
- 2008 : Opium War

## Prix et récompenses
- Pour Osama :
  - 2003 : Festival de Cannes : Mention spéciale - Caméra d'or
  - 2003 : Festival de Londres : Sutherland Trophy
  - 2003 : Festival international du film de Busan : New Currents Award : Mention spéciale
  - 2003 : Festival international du film de Kiev Molodist : Meilleur premier long métrage
  - 2004 : Festival du film d'aventures de Valenciennes : Grand Prix
- Pour Opium War :
  - 2008 : Festival international du film de Rome : Marc Aurèle d'or